# Lucas di Grassi
Lucas Tucci di Grassi (* 11. August 1984 in São Paulo) ist ein brasilianischer Automobilrennfahrer und CEO von Roborace. Er fuhr von 2006 bis 2009 in der GP2-Serie und wurde dort 2007 Vizemeister. 2010 ging er in der Formel 1 an den Start. Von 2012 bis 2016 nahm er an der FIA-Langstrecken-Weltmeisterschaft (WEC) teil, in der ein zweiter Platz in der Fahrerweltmeisterschaft 2016 sein bestes Ergebnis war. Seit 2014 startet er in der FIA-Formel-E-Meisterschaft, in deren dritter Saison er Meister wurde.

## Karriere

### Anfänge im Motorsport (1996–2005)
Di Grassi begann seine Rennsportkarriere im Kartsport. 2002 wechselte er in Formelsport und startete er in der brasilianischen Formel Renault. Dort wurde er Vizemeister hinter Sérgio Jimenez. 2003 trat er in der südamerikanischen Formel-3-Meisterschaft an und gewann erneut einen Vizemeistertitel. Außerdem gab er als Vertretung für Robert Kubica für das Prema Powerteam sein Debüt in der Formel-3-Euroserie und trat zu vier Rennen an. 2004 fuhr er in der britischen Formel-3-Meisterschaft für Hitech Racing. Mit zwei Siegen wurde er Achter in der Gesamtwertung und war zugleich der beste Pilot seines Teams. Beim Macau Grand Prix wurde di Grassi in diesem Jahr Dritter. 2005 kehrte er in die Formel-3-Euroserie zurück und startete als Teamkollege von Paul di Resta für Manor Motorsport. Di Grassi hatte seinen Teamkollegen im Griff und belegte mit einem Sieg am Saisonende den dritten Gesamtrang hinter den dominierenden ASM-Piloten Lewis Hamilton und Adrian Sutil. Di Grassi trat diese Saison erneut beim Macau Grand Prix an und gewann das prestigeträchtige Rennen vor Robert Kubica. Auf Grund seiner guten Leistungen erhielt er 2005 die Möglichkeit für Renault an Formel-1-Testfahrten teilzunehmen.

### GP2-Serie (2006–2009)
2006 startete di Grassi an der Seite von Sergio Hernández für Durango in der GP2-Serie. Ein fünfter Platz war sein bestes Ergebnis. Er beendete seine erste Saison auf dem 17. Gesamtrang. Mit 8 zu 1 Punkten setzte er sich intern gegen Hernández durch. In der Saison 2007 startete er für ART Grand Prix, dem Meisterteam der vorherigen Saisons. Di Grassi gewann ein Rennen in Istanbul und stand insgesamt siebenmal auf dem Podium. Di Grassi hatte bis zum letzten Rennen Titelchancen und unterlag schließlich mit 77 zu 88 Punkten Timo Glock. Di Grassi wurde Vizemeister der GP2-Serie. Er hatte mehrere Teamkollegen, die zusammen neun Punkte erzielt hatten.

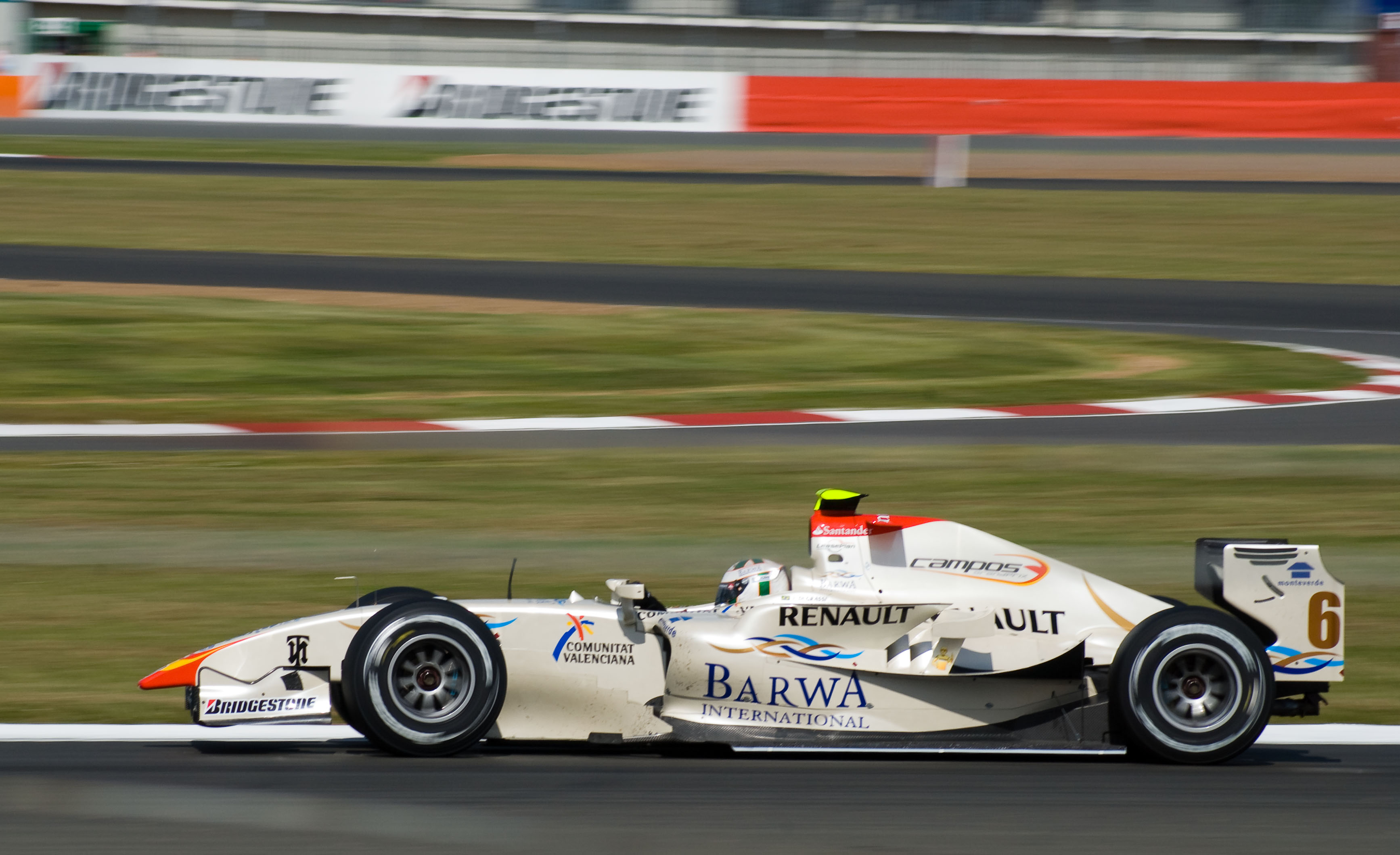
Di Grassi für Campos in der GP2-Serie 2008

2008 wurde er als Ersatz- und Testfahrer vom Formel-1-Team Renault verpflichtet. Ab dem vierten Rennwochenende der Saison 2008 fuhr er außerdem wieder in der GP2-Serie. Er wurde von Campos Grand Prix als Ersatz für Ben Hanley verpflichtet. Sein Teamkollege war Witali Petrow. Di Grassi war auf Anhieb vorne mit dabei und erreichte bei den ersten zwei Rennwochenenden dreimal als Zweiter und einmal als Vierter das Ziel. Am Hungaroring fuhr er beim Hauptrennen seinen zweiten GP2 Sieg heraus. Schon beim nächsten Rennwochenende in Valencia feierte er erneut einen Sieg. Beim letzten Rennwochenende in Monza gewann er das Hauptrennen. Di Grassi stand sechsmal auf dem Podium und entschied drei Rennen für sich. Obwohl di Grassi drei Rennwochenenden ausgelassen hatte, wurde er hinter Giorgio Pantano und Bruno Senna mit 63 Punkten Dritter der Gesamtwertung. Damit setzte er sich intern gegen Petrow, der 39 Punkte erzielt hatte, durch. Seine Renault-Testfahrerkollegen Romain Grosjean und Sakon Yamamoto fuhren wie di Grassi in der GP2-Serie.
Im Herbst 2008 nahm Lucas di Grassi an Formel-1-Testfahrten für Renault F1 und Honda Racing F1 teil. Nachdem di Grassi für 2009 unter anderem wegen des Rückzugs von Honda kein Formel-1-Cockpit erhalten hatte, blieb er in der GP2-Serie und ging für Racing Engineering, dem Team mit dem Giorgio Pantano 2008 den Meistertitel gewonnen hatte, an den Start. Di Grassi gewann das Sprintrennen in Istanbul und stand bei sieben weiteren Rennen auf dem Podest. Er schloss die Saison auf dem dritten Gesamtrang ab. Damit war di Grassi der erste GP2-Pilot, der drei Jahre in Folge unter den ersten drei Fahrern platziert gewesen war. Mit 63 zu 4 Punkten gewann er das interne Duell gegen seinen Teamkollegen Dani Clos deutlich. In der Formel 1 fungierte di Grassi ab dem Großen Preis von Europa wieder als Renault-Ersatzfahrer.

### Formel 1 (2010–2012)

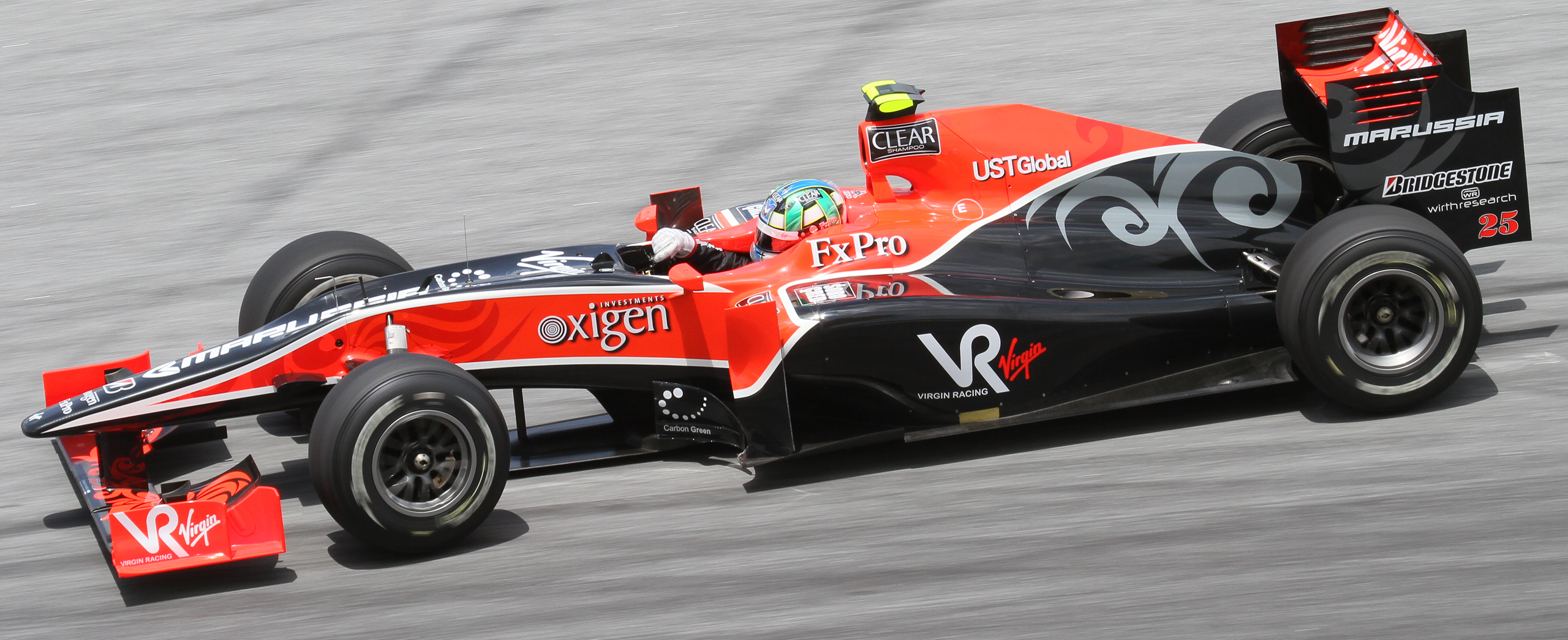
Di Grassi im Virgin beim Großen Preis von Malaysia 2010

Für die Saison 2010 wurde di Grassi Teamkollege von Timo Glock beim debütierenden Formel-1-Team Virgin Racing. Nachdem er bei den ersten zwei Rennen mit technischen Defekten ausgeschieden war, erreichte er beim dritten Grand Prix in Malaysia als 14. zum ersten Mal das Ziel. Dieses Ergebnis blieb seine beste Platzierung in der Saison. Für Aufsehen sorgte ein Unfall im Rahmen des Großen Preises von Japan. Auf dem Weg in die Startaufstellung verlor er die Kontrolle über sein Fahrzeug. Er beschädigte sein Auto so stark, dass er nicht starten konnte. Er beendete die Saison auf dem 24. Platz der Fahrerwertung. Er blieb – wie Glock – ohne Punkte. Für die nächste Saison verlor er sein Cockpit an Jérôme D’Ambrosio.
Di Grassi fand 2011 kein Renncockpit und wurde schließlich Entwicklungsfahrer des Reifenherstellers Pirelli. 2012 übte er diese Position zusammen mit Jaime Alguersuari aus.

### Langstrecken-Weltmeisterschaft und FIA-Formel-E-Meisterschaft (seit 2012)

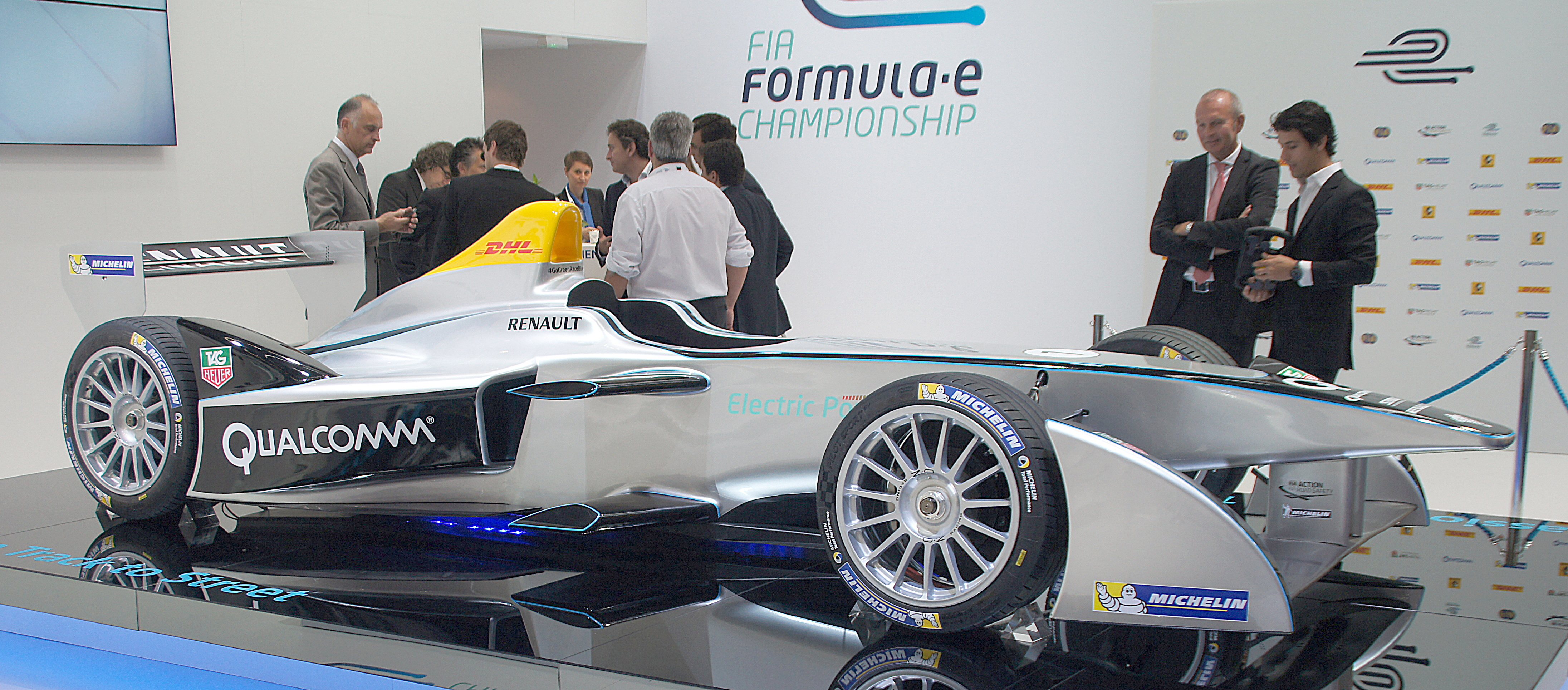
Lucas di Grassi (ganz rechts, mit dem Lenkrad in der Hand) bei der Präsentation des Spark-Renault SRT 01E auf der IAA 2013 in Frankfurt

2012 bestritt di Grassi für das Audi Sport Team Joest ein Rennen in der neugegründeten FIA-Langstrecken-Weltmeisterschaft (WEC). Dabei erreichte er den dritten Platz und wurde 22. in der Fahrerweltmeisterschaft. Darüber hinaus fuhr er 2012 ein Rennen der V8 Supercars. Außerdem wurde di Grassi 2012 als Testfahrer von der FIA-Formel-E-Meisterschaft engagiert. Er war an der Entwicklung und Testarbeit für den Spark-Renault SRT 01E beteiligt.
2013 erhielt di Grassi bei zwei WEC-Rennen ein Audi-Cockpit. Unter anderem debütierte er dabei beim 24-Stunden-Rennen von Le Mans 2013. Di Grassi und seine Teamkollegen Marc Gené und Oliver Jarvis wurden bei beiden Rennen Dritte. In der Fahrerweltmeisterschaft wurden die drei Neunte. Außerdem nahm di Grassi für Joest an einem Rennen der ALMS teil.
2014 erhielt di Grassi beim Audi Sport Team Joest ein permanentes WEC-Cockpit. Er wurde Nachfolger von Allan McNish und Teamkollege von Loïc Duval und Tom Kristensen. In Le Mans wurde Duval verletzungsbedingt durch Gené vertreten. Di Grassi, Gené und Kristensen kamen auf dem zweiten Platz ins Ziel. Di Grassi und Kristensen beendeten die Saison auf dem vierten Platz in der Fahrerweltmeisterschaft. Drei zweite Plätze waren ihre besten Ergebnisse. Außerdem fuhr di Grassi 2014 ein Rennen in der Stock Car Brasil. In der FIA-Formel-E-Meisterschaft erhielt di Grassi für die erste Saison 2014/15 ein Cockpit bei Audi Sport ABT. Di Grassi gewann das erste Formel-E-Rennen, den Beijing ePrix. Beim zweiten ePrix in Putrajaya erreichte di Grassi vom 18. Startplatz aus den zweiten Platz. Auch im dritten Rennen, dem Punta del Este ePrix, erzielte er mit dem dritten Platz eine Podest-Platzierung. Im nächsten ePrix in Buenos Aires schied di Grassi in Führung liegend nach einem Unfall aus. Nachdem er die Meisterschaft nach den ersten fünf Rennen angeführt hatte, verlor er die Führung nach dem fünften Rennen. Mit einem dritten Platz in Long Beach übernahm er erneut die Führung. Ein Rennen später in Monaco erzielte di Grassi mit einem zweiten Platz eine weitere Podest-Platzierung. Beim darauf folgenden Berlin ePrix lag di Grassi lange Zeit mit größerem Vorsprung in Führung und fuhr als Erster ins Ziel. Da sein Frontflügel jedoch nicht dem Reglement entsprach, wurde er disqualifiziert. Di Grassi verlor dadurch die Meisterschaftsführung. Im nächsten Rennen in Moskau erzielte di Grassi den zweiten Platz. Di Grassi schloss die Saison schließlich auf dem dritten Gesamtrang ab.
2015 blieb di Grassi mit Duval beim Audi Sport Team Joest. Kristensen wurde durch Oliver Jarvis ersetzt. Die drei Fahrer erzielten in Austin als Dritte die einzige Podest-Platzierung und erreichten in der Fahrerweltmeisterschaft den vierten Platz. Zudem führte di Grassi einen Gaststart in der Stock Car Brasil durch. Darüber hinaus blieb di Grassi in der Saison 2015/16 bei Abt in der Formel E. Beim Saisonauftakt in Bejing erreichte er den zweiten Platz. Den folgenden Putrajaya ePrix gewann er. In Punta del Este wurde er erneut Zweiter und in Buenos Aires Dritter. Anschließend kam er in Mexiko-Stadt als Erster ins Ziel. Da sein Auto zu leicht war, wurde er jedoch nach dem Rennen disqualifiziert. Den darauf folgenden ePrix in Long Beach entschied er schließlich für sich und übernahm damit die Meisterschaftsführung. Nach einem weiteren Sieg in Paris wurde er Dritter in Berlin. Di Grassi ging als Gesamtführender ins letzte Rennwochenende in London. Vorm Start des zweiten und entscheidenden Rennens war er punktgleich mit Sébastien Buemi. Wegen der besseren Platzierungen lag er jedoch noch in Führung. Beim Start kollidierten beide Titelkontrahenten miteinander. Somit versuchten die beiden, mit dem zweiten Auto die schnellste Rennrunde zu erzielen, um mit den Bonuspunkten die Meisterschaft für sich zu entscheiden. Buemi setzte sich schließlich durch und gewann die FIA-Formel-E-Meisterschaft mit 155 zu 153 Punkten vor di Grassi.
2016 starteten di Grassi, Duval und Jarvis erneut für das Audi Sport Team Joest in der FIA-Langstrecken-Weltmeisterschaft. Das Trio gewann die 6-Stunden-Rennen in Spa-Francorchamps und Bahrain. Die drei Rennfahrer beendeten die Saison auf dem zweiten Platz in der Weltmeisterschaft. Nachdem Audi zum Saisonende aus der FIA-Langstrecken-Weltmeisterschaft ausgestiegen war, endete di Grassis Engagement in der Rennserie. Ferner führte er 2016 zwei Gaststarts im Audi Sport TT Cup durch. Darüber hinaus bestritt di Grassi 2016/17 seine dritte Formel-E-Saison für Abt. Wie im Vorjahr erreichte er beim Saisonauftakt, der diesmal in Hongkong stattfand, den zweiten Platz. Beim Buenos Aires ePrix wurde er Dritter. Er gewann mit zwei Siegen in Mexiko-Stadt sowie in Montreal und fünf weiteren Podestplatzierungen bei nur einem einzigen ePrix ohne Ankunft in den Punkterängen den Fahrertitel mit 24 Punkten Vorsprung vor Buemi.
Im September 2017 wurde er als CEO von Roborace, der ersten Rennserie für autonome Elektrofahrzeuge, vorgestellt. In der FIA-Formel-E-Meisterschaft trat er erneut für das nun von Audi übernommene Abt-Team an, sein Engagement in der Langstrecken-Weltmeisterschaft setzte er nicht mehr fort. Erst im fünften Rennen der Formel-E-Saison 2017/18 in Mexiko konnte di Grassi mit einem neunten Platz sein erstes Punkteresultat der Saison erzielen. Darauf folgten vier aufeinander folgende zweite Plätze bei den nächsten Rennen. Seinen ersten Saisonsieg erzielte er beim Zürich E-Prix. Ein weiterer Sieg folgte beim ersten Rennen in New York City. Mit einem weiteren zweiten Platz beim zweiten Rennen in New York sicherte er sich den zweiten Rang der Gesamtwertung, sein Team Audi Sport ABT Schaeffler gewann erstmals den Titel in der Teamwertung.
In der Saison 2018/19 trat di Grassi erneut für Audi an. Mit zwei Siegen und einem weiteren Podestergebnis belegte er am Saisonende den dritten Platz in der Meisterschaft. Außerdem belegte er mit einem Sieg den geteilten vierten Rang in der Gesamtwertung der voestalpine European Races, bei der nur Podiumsplätze bei den Rennen auf dem europäischen Kontinent berücksichtigt wurden.
2021 nahm er als Gaststarter an den letzten beiden Rennwochenenden der DTM im Audi R8 LMS GT3 des Team Abt Sportsline teil. Nach dem Audi-Ausstieg wechselte er zur Saison 2021/22 zu Venturi. Mit seinem dritten Platz beim 1. Rennen des Seoul E-Prixs 2022 holte er als erster Formel-E-Fahrer überhaupt 1.000 Meisterschaftspunkte.

## Statistik

### Karrierestationen
- 1996–2001: Kartsport
- 2002: Brasilianische Formel Renault (Platz 2)
- 2003: Südamerikanische Formel 3 (Platz 2)
- 2003: Formel-3-Euroserie (Platz 21)
- 2004: Britische Formel 3 (Platz 8)
- 2005: Formel-3-Euroserie (Platz 3)
- 2005: Formel 1 (Testfahrer)
- 2006: GP2-Serie (Platz 17)
- 2007: GP2-Serie (Platz 2)
- 2008: GP2-Serie (Platz 3)
- 2008: Formel 1 (Testfahrer)
- 2009: GP2-Serie (Platz 3)
- 2009: Formel 1 (Testfahrer)
- 2010: Formel 1 (Platz 24)
- 2012: WEC (Platz 22)
- 2012: V8 Supercars
- 2013: WEC (Platz 9)
- 2013: ALMS, LMP1
- 2014: WEC (Platz 4)
- 2014: Stock Car Brasil
- 2015: Formel E (Platz 3)
- 2015: WEC (Platz 4)
- 2016: Formel E (Platz 2)
- 2016: WEC (Platz 2)
- 2017: Formel E (Meister)
- 2018: Formel E (Platz 2)
- 2019: Formel E (Platz 3)
- 2020: Formel E (Platz 6)
- 2021: Formel E (Platz 7)
- 2021: DTM (Gastfahrer)
- 2022: Formel E (Platz 5)
- 2023: Formel E (Platz 23)
- 2024: Formel E (Platz 18)
- 2025: Formel E

### Statistik in der Formel-1-Weltmeisterschaft
Diese Statistik umfasst alle Teilnahmen des Fahrers an der Formel-1-Weltmeisterschaft.

#### Gesamtübersicht
| Saison | Team          | Chassis      | Motor           | Rennen | Siege | Zweiter | Dritter | Poles | schn. Rennrunden | Punkte | WM-Pos. |
| ------ | ------------- | ------------ | --------------- | ------ | ----- | ------- | ------- | ----- | ---------------- | ------ | ------- |
| 2010   | Virgin Racing | Virgin VR-01 | Cosworth 2.4 V8 | 18     | –     | –       | –       | –     | –                | –      | 24.     |
| Gesamt | Gesamt        | Gesamt       | Gesamt          | 18     | –     | –       | –       | –     | –                | –      |         |

#### Einzelergebnisse
| Saison | 1   | 2  | 3   | 4  | 5   | 6  | 7  | 8  | 9   | 10  | 11 | 12 | 13 | 14 | 15  | 16  | 17 | 18 | 19 |
| ------ | --- | -- | --- | -- | --- | -- | -- | -- | --- | --- | -- | -- | -- | -- | --- | --- | -- | -- | -- |
| 2010   |     |    |     |    |     |    |    |    |     |     |    |    |    |    |     |     |    |    |    |
| DNF    | DNF | 14 | DNF | 19 | DNF | 19 | 19 | 17 | DNF | DNF | 18 | 17 | 20 | 15 | DNS | DNF | NC | 18 |    |

| Legende  | Legende            | Legende                                                          |
| Farbe    | Abkürzung          | Bedeutung                                                        |
| -------- | ------------------ | ---------------------------------------------------------------- |
| Gold     | –                  | Sieg                                                             |
| Silber   | –                  | 2. Platz                                                         |
| Bronze   | –                  | 3. Platz                                                         |
| Grün     | –                  | Platzierung in den Punkten                                       |
| Blau     | –                  | Klassifiziert außerhalb der Punkteränge                          |
| Violett  | DNF                | Rennen nicht beendet (did not finish)                            |
| Violett  | NC                 | nicht klassifiziert (not classified)                             |
| Rot      | DNQ                | nicht qualifiziert (did not qualify)                             |
| Rot      | DNPQ               | in Vorqualifikation gescheitert (did not pre-qualify)            |
| Schwarz  | DSQ                | disqualifiziert (disqualified)                                   |
| Weiß     | DNS                | nicht am Start (did not start)                                   |
| Weiß     | WD                 | zurückgezogen (withdrawn)                                        |
| Hellblau | PO                 | nur am Training teilgenommen (practiced only)                    |
| Hellblau | TD                 | Freitags-Testfahrer (test driver)                                |
| ohne     | DNP                | nicht am Training teilgenommen (did not practice)                |
| ohne     | INJ                | verletzt oder krank (injured)                                    |
| ohne     | EX                 | ausgeschlossen (excluded)                                        |
| ohne     | DNA                | nicht erschienen (did not arrive)                                |
| ohne     | C                  | Rennen abgesagt (cancelled)                                      |
| ohne     | keine WM-Teilnahme |                                                                  |
| sonstige | P/fett             | Pole-Position                                                    |
| sonstige | 1/2/3/4/5/6/7/8    | Punktplatzierung im Sprint-/Qualifikationsrennen                 |
| sonstige | SR/kursiv          | Schnellste Rennrunde                                             |
| sonstige | *                  | nicht im Ziel, aufgrund der zurückgelegten Distanz aber gewertet |
| sonstige | ()                 | Streichresultate                                                 |
| sonstige | unterstrichen      | Führender in der Gesamtwertung                                   |

### Einzelergebnisse in der FIA-Formel-E-Weltmeisterschaft
| Jahr    | Team                           | 1   | 2   | 3     | 4     | 5     | 6      | 7   | 8     | 9    | 10    | 11   | 12  | 13     | 14  | 15   | 16   | Punkte | Rang |
| ------- | ------------------------------ | --- | --- | ----- | ----- | ----- | ------ | --- | ----- | ---- | ----- | ---- | --- | ------ | --- | ---- | ---- | ------ | ---- |
| 2014/15 | Audi Sport ABT                 | BEI | PUT | PUN   | BUE   | MIA   | LBH    | MON | BER   | MOS  | LON   | LON  |     |        |     |      |      | 133    | 3.   |
| 2014/15 | Audi Sport ABT                 | °1° | 2   | 3     | DNF   | 9     | 3      | 2   | (DSQ) | °2°  | 4     | 6    |     |        |     |      |      | 133    | 3.   |
| 2015/16 | ABT Schaeffler Audi Sport      | BEI | PUT | PUN   | BUE   | MEX   | LBH    | PAR | BER   | LON  | LON   |      |     |        |     |      |      | 153    | 2.   |
| 2015/16 | ABT Schaeffler Audi Sport      | 2   | 1   | 2     | °3°   | °DSQ° | °1°    | 1   | 3     | °4°  | °DNF° |      |     |        |     |      |      | 153    | 2.   |
| 2016/17 | ABT Schaeffler Audi Sport      | HKG | MAR | BUE   | MEX   | MON   | PAR    | BER | BER   | NYC  | NYC   | MTR  | MTR |        |     |      |      | 181    | 1.   |
| 2016/17 | ABT Schaeffler Audi Sport      | °2° | °5° | °3°   | °1°   | °2°   | °DNF°  | °2° | °3°   | °4°  | °5°   | °1°  | °7° |        |     |      |      | 181    | 1.   |
| 2017/18 | Audi Sport ABT Schaeffler      | HKG | HKG | MAR   | SAN   | MEX   | PUN    | ROM | PAR   | BER  | ZÜR   | NYC  | NYC |        |     |      |      | 144    | 2.   |
| 2017/18 | Audi Sport ABT Schaeffler      | 17  | 14  | °DNF° | °DNF° | °9°   | 2      | °2° | °2°   | 2    | °1°   | 1    | 2   |        |     |      |      | 144    | 2.   |
| 2018/19 | Audi Sport ABT Schaeffler      | DIR | MAR | SAN   | MEX   | HKG   | SAY    | ROM | PAR   | MCO  | BER   | BRN  | NYC | NYC    |     |      |      | 108    | 3.   |
| 2018/19 | Audi Sport ABT Schaeffler      | °9° | 7   | 12    | °1°   | 2     | °*15°* | °7° | 4     | DNF  | 1     | °9°  | °5° | °*18°* |     |      |      | 108    | 3.   |
| 2019/20 | Audi Sport ABT Schaeffler      | DIR | DIR | SAN   | MEX   | MAR   | BER    | BER | BER   | BER  | BER   | BER  |     |        |     |      |      | 77     | 6.   |
| 2019/20 | Audi Sport ABT Schaeffler      | 13  | 2   | °7°   | °6°   | °7°   | 8      | 3   | °8°   | °6°  | 21    | °6°  |     |        |     |      |      | 77     | 6.   |
| 2020/21 | Audi Sport ABT Schaeffler      | DIR | DIR | ROM   | ROM   | VAL   | VAL    | MCO | PUE   | PUE  | NYC   | NYC  | LON | LON    | BER | BER  |      | 87     | 7.   |
| 2020/21 | Audi Sport ABT Schaeffler      | °9° | °8° | DNF   | DNF   | °7°   | °10°   | 10  | °1°   | °18° | 3     | °14° | 6   | DSQ    | 1   | °20° |      | 87     | 7.   |
| 2021/22 | ROKiT Venturi Racing           | DIR | DIR | MEX   | ROM   | ROM   | MCO    | BER | BER   | JAK  | MAR   | NYC  | NYC | LON    | LON | SEO  | SEO  | 126    | 5.   |
| 2021/22 | ROKiT Venturi Racing           | 5   | 3   | °12°  | 11    | 8     | 6      | DNF | 4     | 7    | °5°   | °2°  | DNF | °9°    | °1° | °3°  | °11° | 126    | 5.   |
| 2022/23 | Mahindra Racing                | MEX | DIR | DIR   | HYD   | CAP   | SAP    | BER | BER   | MCO  | JAK   | JAK  | POR | ROM    | ROM | LON  | LON  | 32     | 15.  |
| 2022/23 | Mahindra Racing                | 3   | 13  | 15    | 14    | WD    | 13     | 11  | 12    | 12   | 14    | 14   | 7   | DNF    | DNF | 6    | 14   | 32     | 15.  |
| 2023/24 | ABT CUPRA Formula E Team       | MEX | DIR | DIR   | SAP   | TOK   | MIS    | MIS | MCO   | BER  | BER   | SHA  | SHA | POR    | POR | LON  | LON  | 4      | 23.  |
| 2023/24 | ABT CUPRA Formula E Team       | DNF | 19  | 17    | 13    | DNF   | 10     | 11  | 11    | DNF  | 11    | 10   | 19  | 11     | 17  | 11   | 9    | 4      | 23.  |
| 2024/25 | Lola Yamaha ABT Formula E Team | SAP | MEX | JED   | JED   | MIA   | MCO    | MCO | TOK   | TOK  | SHA   | SHA  | JAK | BER    | BER | LON  | LON  | 30     | 18.  |
| 2024/25 | Lola Yamaha ABT Formula E Team | DNF | 20  | DSQ   | 16    | 2     | 13     | DNF | 17    | 5    | 18    | 9    | 13  | 18     | 12  |      |      | 30     | 18.  |

| Legende                      | Legende       | Legende                                                                 |
| Farbe                        | Abkürzung     | Bedeutung                                                               |
| ---------------------------- | ------------- | ----------------------------------------------------------------------- |
| Gold                         | —             | Sieger                                                                  |
| Silber                       | —             | 2. Platz                                                                |
| Bronze                       | —             | 3. Platz                                                                |
| Grün                         | —             | Platzierung in den Punkten                                              |
| Blau                         | —             | Klassifiziert außerhalb der Punkteränge                                 |
| Violett                      | DNF           | Rennen nicht beendet                                                    |
| Violett                      | NC            | nicht klassifiziert                                                     |
| Rot                          | DNQ           | nicht qualifiziert                                                      |
| Schwarz                      | DSQ           | disqualifiziert                                                         |
| Weiß                         | DNS           | nicht am Start                                                          |
| Weiß                         | WD            | zurückgezogen                                                           |
| Weiß                         | C             | Rennen abgesagt                                                         |
| Blanko                       |               | nicht teilgenommen                                                      |
| Blanko                       | DNP           | gemeldet, aber nicht teilgenommen                                       |
| Blanko                       | INJ           | verletzt oder krank                                                     |
| Blanko                       | EX            | ausgeschlossen                                                          |
| sonstige Formate und Zeichen | P/fett        | Pole-Position                                                           |
| sonstige Formate und Zeichen | kursiv        | Schnellste Rennrunde (ab 2017/18: Schnellste Rennrunde der ersten Zehn) |
| sonstige Formate und Zeichen | unterstrichen | Führender in der Gesamtwertung                                          |
| sonstige Formate und Zeichen | °             | FanBoost                                                                |
| sonstige Formate und Zeichen | *             | nicht im Ziel, aufgrund der zurückgelegten Distanz aber gewertet        |
| sonstige Formate und Zeichen | ( )           | Streichresultat                                                         |

### Le-Mans-Ergebnisse
| Jahr | Team                  | Fahrzeug                    | Teamkollege | Teamkollege    | Platzierung | Ausfallgrund |
| ---- | --------------------- | --------------------------- | ----------- | -------------- | ----------- | ------------ |
| 2013 | Audi Sport Team Joest | Audi R18 e-tron quattro     | Marc Gené   | Oliver Jarvis  | Rang 3      |              |
| 2014 | Audi Sport Team Joest | Audi R18 e-tron quattro     | Marc Gené   | Tom Kristensen | Rang 2      |              |
| 2015 | Audi Sport Team Joest | Audi R18 E-Tron Quattro RP5 | Loïc Duval  | Oliver Jarvis  | Rang 4      |              |
| 2016 | Audi Sport Team Joest | Audi R18 RP6                | Loïc Duval  | Oliver Jarvis  | Rang 3      |              |

### Sebring-Ergebnisse
| Jahr | Team                  | Fahrzeug                | Teamkollege  | Teamkollege    | Platzierung | Ausfallgrund |
| ---- | --------------------- | ----------------------- | ------------ | -------------- | ----------- | ------------ |
| 2013 | Audi Sport Team Joest | Audi R18 e-tron quattro | Allan McNish | Tom Kristensen | Rang 2      |              |

### Einzelergebnisse in der FIA-Langstrecken-Weltmeisterschaft
| Saison | Team                  | Rennwagen      | 1   | 2   | 3   | 4   | 5   | 6   | 7   | 8   | 9   |
| ------ | --------------------- | -------------- | --- | --- | --- | --- | --- | --- | --- | --- | --- |
| 2012   | Audi Sport Team Joest | Audi R18 ultra | SEB | SPA | LEM | SIL | SAO | BAH | FUJ | SHA |     |
| 2012   | Audi Sport Team Joest | Audi R18 ultra |     | 3   |     |     |     |     |     |     |     |
| 2013   | Audi Sport Team Joest | Audi R18       | SIL | SPA | LEM | SAO | AUS | FUJ | SHA | BAH |     |
| 2013   | Audi Sport Team Joest | Audi R18       |     | 3   | 3   |     |     |     |     |     |     |
| 2014   | Audi Sport Team Joest | Audi R18       | SIL | SPA | LEM | AUS | FUJ | SHA | BAH | SAO |     |
| 2014   | Audi Sport Team Joest | Audi R18       | DNF | 2   | 2   | 2   | 5   | 5   | 5   | 3   |     |
| 2015   | Audi Sport Team Joest | Audi R18       | SIL | SPA | LEM | NÜR | AUS | FUJ | SHA | BAH |     |
| 2015   | Audi Sport Team Joest | Audi R18       | 5   | 7   | 4   | 4   | 3   | 4   | 4   | 6   |     |
| 2016   | Audi Sport Team Joest | Audi R18       | SIL | SPA | LEM | NÜR | MEX | AUS | FUJ | SHA | BAH |
| 2016   | Audi Sport Team Joest | Audi R18       | DNF | 1   | 3   | 2   | 27  | 2   | 2   | 5   | 1   |

### Einzelergebnisse in der DTM
| Saison | 1   | 2   | 3   | 4   | 5   | 6   | 7   | 8   | 9   | 10  | 11  | 12  | 13  | 14  | 15  | 16  | 17 | 18 |
| ------ | --- | --- | --- | --- | --- | --- | --- | --- | --- | --- | --- | --- | --- | --- | --- | --- | -- | -- |
| 2021   | MNZ | MNZ | LAU | LAU | ZOL | ZOL | NÜR | NÜR | SPI | SPI | ASS | ASS | HOC | HOC | NOR | NOR |    |    |
| 2021   |     |     |     |     |     |     |     |     |     |     |     |     | 15  | DNF | 15  | 12  |    |    |

| \| Farbe \| Bedeutung \| \| ------------- \| --------------------------------------- \| \| Gold \| Sieger \| \| Silber \| 2. Platz \| \| Bronze \| 3. Platz \| \| Grün \| Platzierung in den Punkten \| \| Blau \| Klassifiziert außerhalb der Punkteränge \| \| Violett \| Rennen nicht beendet (DNF) \| \| Violett \| nicht klassifiziert (NC) \| \| Rot \| nicht qualifiziert (DNQ) \| \| Schwarz \| disqualifiziert (DSQ) \| \| Weiß \| nicht am Start (DNS) \| \| Weiß \| zurückgezogen (WD) \| \| Weiß \| Rennen abgesagt (C) \| \| ohne Farbe \| nicht am Training teilgenommen (DNP) \| \| ohne Farbe \| verletzt oder krank (INJ) \| \| ohne Farbe \| ausgeschlossen (EX) \| \| ohne Farbe \| nicht erschienen (DNA) \| \| fett \| Pole-Position \| \| kursiv \| Schnellste Rennrunde \| \| unterstrichen \| WM-Führung \| \| hochgestellt \| Platzierung im Sprintrennen \| | - Fett – Pole-Position - Kursiv – Schnellste Rennrunde - Unterstrichen – Gesamtführender - * – nicht im Ziel, aufgrund der zurückgelegten Distanz, aber gewertet - 1 – 3 Punkte für schnellste Qualifikationsrunde - 2 – 2 Punkte für zweitschnellste Qualifikationsrunde - 3 – 1 Punkt für drittschnellste Qualifikationsrunde |
| Farbe | Bedeutung |
| Gold | Sieger |
| Silber | 2. Platz |
| Bronze | 3. Platz |
| Grün | Platzierung in den Punkten |
| Blau | Klassifiziert außerhalb der Punkteränge |
| Violett | Rennen nicht beendet (DNF) |
| Violett | nicht klassifiziert (NC) |
| Rot | nicht qualifiziert (DNQ) |
| Schwarz | disqualifiziert (DSQ) |
| Weiß | nicht am Start (DNS) |
| Weiß | zurückgezogen (WD) |
| Weiß | Rennen abgesagt (C) |
| ohne Farbe | nicht am Training teilgenommen (DNP) |
| ohne Farbe | verletzt oder krank (INJ) |
| ohne Farbe | ausgeschlossen (EX) |
| ohne Farbe | nicht erschienen (DNA) |
| fett | Pole-Position |
| kursiv | Schnellste Rennrunde |
| unterstrichen | WM-Führung |
| hochgestellt | Platzierung im Sprintrennen |